# Megaselia latibasis
Megaselia latibasis är en tvåvingeart som beskrevs av Borgmeier 1964. Megaselia latibasis ingår i släktet Megaselia och familjen puckelflugor.
Artens utbredningsområde är New York. Inga underarter finns listade i Catalogue of Life.